# Ouzouer-des-Champs
Ouzouer-des-Champs és un municipi francès, situat al departament del Loiret i a la regió de Centre – Vall del Loira. L'any 2007 tenia 394 habitants.

## Demografia

### Població
El 2007 la població de fet d'Ouzouer-des-Champs era de 394 persones. Hi havia 140 famílies, de les quals 28 eren unipersonals (17 homes vivint sols i 11 dones vivint soles), 50 parelles sense fills, 56 parelles amb fills i 6 famílies monoparentals amb fills.
La població ha evolucionat segons el següent gràfic:
Habitants censats

### Habitatges
El 2007 hi havia 181 habitatges, 137 eren l'habitatge principal de la família, 39 eren segones residències i 6 estaven desocupats. 177 eren cases i 1 era un apartament. Dels 137 habitatges principals, 119 estaven ocupats pels seus propietaris, 15 estaven llogats i ocupats pels llogaters i 3 estaven cedits a títol gratuït; 10 tenien dues cambres, 22 en tenien tres, 32 en tenien quatre i 73 en tenien cinc o més. 123 habitatges disposaven pel capbaix d'una plaça de pàrquing. A 59 habitatges hi havia un automòbil i a 71 n'hi havia dos o més.

### Piràmide de població
La piràmide de població per edats i sexe el 2009 era:
| Homes | Edats   | Dones |
| ----- | ------- | ----- |
| 0     | 95 o +  | 0     |
| 0     | 90 a 94 | 12    |
| 4     | 85 a 89 | 4     |
| 12    | 80 a 84 | 8     |
| 4     | 75 a 79 | 28    |
| 12    | 70 a 74 | 16    |
| 4     | 65 a 69 | 4     |
| 8     | 60 a 64 | 8     |
| 4     | 55 a 59 | 12    |
| 4     | 50 a 54 | 8     |
| 8     | 45 a 49 | 8     |
| 4     | 40 a 44 | 4     |
| 8     | 35 a 39 | 8     |
| 12    | 30 a 34 | 0     |
| 0     | 25 a 29 | 8     |
| 0     | 20 a 24 | 0     |
| 12    | 15 a 19 | 8     |
| 0     | 10 a 14 | 12    |
| 8     | 5 a 9   | 8     |
| 0     | 0 a 4   | 0     |

## Economia
El 2007 la població en edat de treballar era de 220 persones, 155 eren actives i 65 eren inactives. De les 155 persones actives 141 estaven ocupades (80 homes i 61 dones) i 16 estaven aturades (6 homes i 10 dones). De les 65 persones inactives 22 estaven jubilades, 11 estaven estudiant i 32 estaven classificades com a «altres inactius».

### Ingressos
El 2009 a Ouzouer-des-Champs hi havia 98 unitats fiscals que integraven 236,5 persones, la mediana anual d'ingressos fiscals per persona era de 20.431 €.

### Activitats econòmiques
Dels 14 establiments que hi havia el 2007, 1 era d'una empresa de fabricació de material elèctric, 1 d'una empresa de fabricació d'altres productes industrials, 3 d'empreses de construcció, 1 d'una empresa financera, 2 d'empreses immobiliàries, 4 d'empreses de serveis, 1 d'una entitat de l'administració pública i 1 d'una empresa classificada com a «altres activitats de serveis».
Dels 3 establiments de servei als particulars que hi havia el 2009, 1 era un guixaire pintor, 1 electricista i 1 perruqueria.
L'any 2000 a Ouzouer-des-Champs hi havia 8 explotacions agrícoles que ocupaven un total de 1.392 hectàrees.

## Poblacions més properes
El següent diagrama mostra les poblacions més properes.